# Canthium horridum
Canthium horridum är en måreväxtart som beskrevs av Carl Ludwig von Blume. Canthium horridum ingår i släktet Canthium och familjen måreväxter. Inga underarter finns listade i Catalogue of Life.